# Janusz Terpiłowski (inżynier)
Janusz Terpiłowski (ur. 15 czerwca 1938 w Wilnie) – polski inżynier, profesor nauk technicznych, profesor zwyczajny Wojskowej Akademii Technicznej im. Jarosława Dąbrowskiego.

## Życiorys
W latach 1956–1960 studiował na Uniwersytecie Jagiellońskim. Tytuł zawodowy magistra fizyki uzyskał w 1962 na Uniwersytecie Wrocławskim. W 1967 ukończył studia z zakresu elektroniki na Politechnice Warszawskiej. Doktoryzował się w 1971 w Wojskowej Akademii Technicznej im. Jarosława Dąbrowskiego, tamże uzyskał w 1981 stopień naukowy doktora habilitowanego. Tytuł naukowy profesora nauk technicznych otrzymał 24 marca 1995.
Pracował na stanowisku asystenta stażysty w Instytucie Fizyki Doświadczalnej Uniwersytetu Wrocławskiego (1962–1963) oraz w Biurze Urządzeń Techniki Jądrowej w Warszawie (1964–1968). Od 1969 związany z Wojskową Akademią Techniczną im. Jarosława Dąbrowskiego, na której doszedł w 1999 do stanowiska profesora zwyczajnego. W latach 1983–1998 kierował Zakładem Termodynamiki oraz Zakładem Napędów Lotniczych i Termodynamiki w Instytucie Techniki Lotniczej na Wydziale Uzbrojenia i Lotnictwa. W 2005 objął kierownictwo zespołu badawczego termodynamiki i wymiany ciepła.
Specjalizuje się w metrologii cieplnej i termodynamice technicznej. Opublikował ponad 70 prac, wypromował dziesięciu doktorów, z których dwóch otrzymało tytuł naukowy profesora (Andrzej Panas i Piotr Koniorczyk). Został członkiem Komitetu Termodynamiki i Spalania PAN, pełniąc w nim m.in. funkcje: członka prezydium i sekretarza naukowego oraz wiceprzewodniczącego (1995–2002).
Odznaczony Krzyżem Kawalerskim Orderu Odrodzenia Polski (1994), Złotym Krzyżem Zasługi (1982) i Medalem Komisji Edukacji Narodowej (1997).